# Megascelus albovillosus
Megascelus albovillosus is een vliegensoort uit de familie Mydidae. De wetenschappelijke naam van de soort is voor het eerst geldig gepubliceerd in 1973 door Artigas.
De soort komt voor in Chili.